# Stralsunder SV 07
Der Stralsunder SV 07 war ein deutscher Fußballclub aus der Hansestadt Stralsund, der von 1907 bis 1945 existierte. Heimstätte war der Exerzierplatz Frankenkaserne.

## Verein
Stralsund 07 wurde im Jahr 1907 als eigenständiger Fußballverein von Spielern des MTV 1860 Stralsund unter der Bezeichnung Stralsunder FV 07 (ab 1909 Stralsunder SV 07) gegründet. Der Club trat in Vorpommern zunächst innerhalb der Meisterschaften des Norddeutschen Fußball-Verbandes an, wechselte dann ab 1925 in die Meisterschaft des Baltischen Rasen- und Wintersport-Verbandes.
Auf sportlicher Ebene erreichte der Club in den Spielzeiten 1923/24 sowie 1924/25 die norddeutsche Endrunde, scheiterte in beiden Anläufen jeweils vorzeitig am Hamburger SV mit 0:8 sowie 0:14. Den Sprung zur 1933 geschaffenen Gauliga Pommern erreichte Stralsund 07 nicht mehr, 1938 wurde noch einmal eine erneute Umbenennung in Reichspost SV Stralsund vollzogen.
1945 wurde der Club vorzeitig vom Spielbetrieb zurückgezogen und aufgelöst.

## Statistik
Teilnahme Endrunde Nord: 1923/24, 1924/25